# Curt Tausch
Curt Tausch (* 6. September 1899 in Königsbrück; † 15. März 1969 ebenda) war ein deutscher Bildhauer.

## Leben
Curt Tausch war Sohn des Kunsttischlermeisters Karl Hermann Tausch und wuchs in seiner Geburtsstadt Königsbrück auf. Seine Ausbildung als Stuckateur und Gipsbildhauer erhielt er in Leipzig. Während der Ausbildung besuchte er zusätzlich sieben Abendsemester an der Städtischen Gewerbeschule Leipzig um bei Professor Werner Stein Porträt, Komposition von Figuren und Anatomie zu studieren. Die Abschlussprüfung bestand er mit „sehr gut“.
Nach seiner Ausbildung arbeitete Curt Tausch bis 1931 als Steinbildhauer in Bautzen. In dieser Zeit entwarf er die Gussvorlage einer Büste des sorbischen Dichters Handrij Zejler. Anhand der im Sorbischen Museum in Bautzen befindlichen originalen Gussvorlage fertigte der mit Curt Tausch nicht verwandte Stuckateur-Meister und Restaurator Jörg Tausch eine Büste für den Förderverein Lohsa an. Sie ist seit Anfang 2018 im Zejler-Smoler-Haus in Lohsa zu sehen.
Tausch war Mitglied der SA und der Reichskammer der bildenden Künste. Für die Zeit des Nationalsozialismus ist seine Teilnahme an acht großen Ausstellungen sicher belegt, darunter 1942 in Dresden die „Kunstausstellung der SA“ und 1941, 1943 und 1944 die Großen Deutschen Kunstausstellung in München mit sieben Tierplastiken. 1938 erhielt Tausch zwei 1. Staatspreise der Porzellanmanufaktur Meißen. 1942 beauftragte die Königliche Porzellanmanufaktur Berlin (KPM) Tausch mit dem Entwurf von 20 Porzellanfiguren anlässlich des Europäischen Postkongresses in Wien 1942. Tausch arbeitete zu dieser Zeit im Hauptpostamt Dresden. Der so entstandene Postillion auf einem Pferd wurde auch nach dem Kongress hergestellt, allerdings von der Porzellanmanufaktur Nymphenburg im Auftrag der KPM. Der Postillion fand auch den Weg auf die anlässlich des Kongresses herausgegebenen Postwertzeichen. Die Figuren befinden sich heute im Postmuseum Frankfurt am Main.

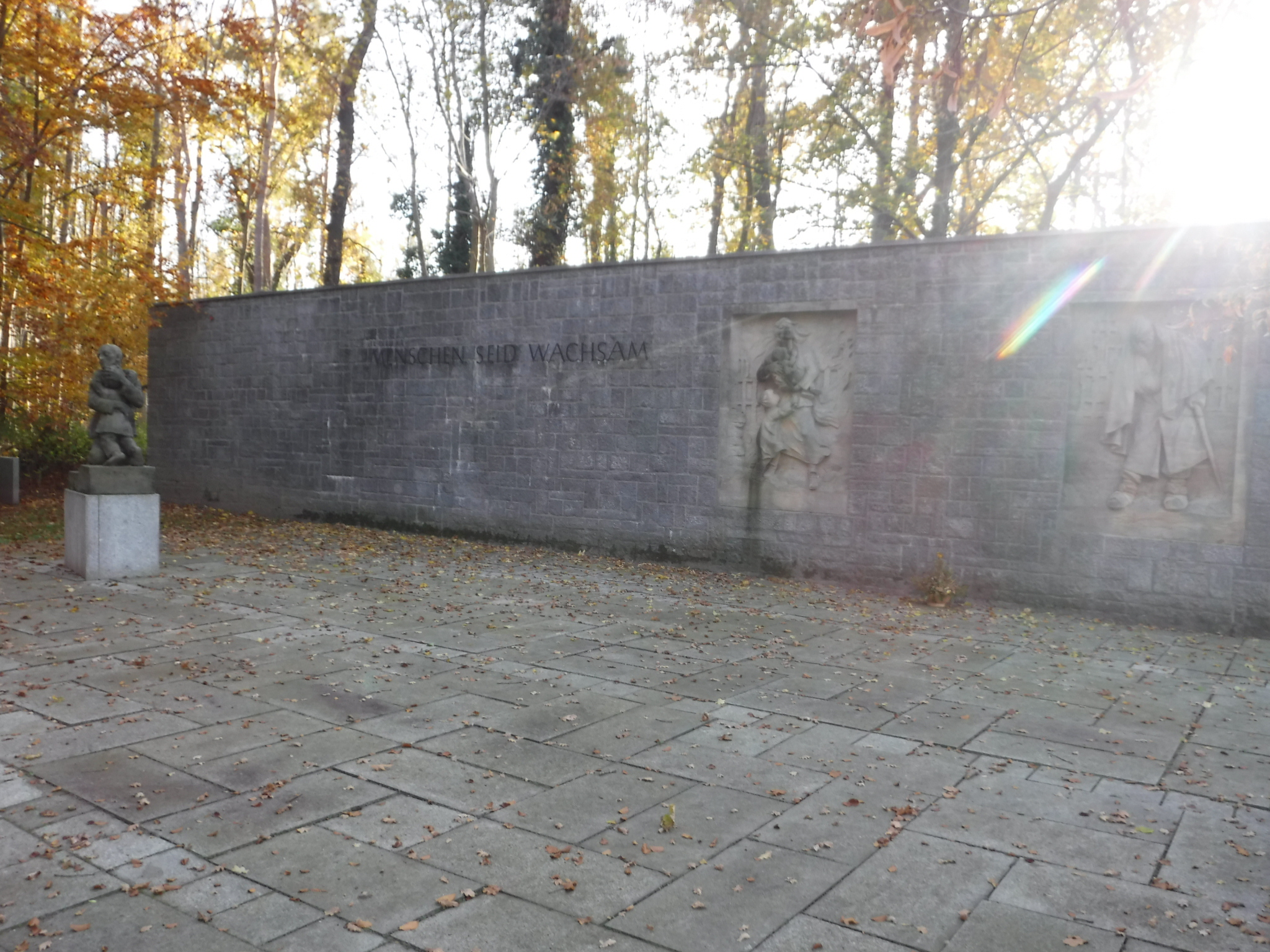
Denkmal auf dem Scheibischen Berg

1949  war Tausch auf der 3. Jahresausstellung Lausitzer Bildender Künstler in Görlitz mit drei Arbeiten vertreten.
Er arbeitete bis zu seinem Tod als freischaffender Künstler in Königsbrück. Die Stadt Königsbrück ehrte ihn mit der Benennung der Curt-Tausch-Straße.
Curt Tausch wird der Kunststilrichtung Art déco zugeordnet.
Die Ausstellung Jahrhundertschritt (2018) in der Galerie des Steigenberger Hotel de Saxe in Dresden erinnerte an Tausch.

## Werke (Auswahl)
- Elch an der Tränke (Plastik, Bronze; ausgestellt 1941 auf der Große Deutsche Kunstausstellung in München)[14]

- Stute mit Fohlen (Plastik, Porzellan; ausgestellt 1943 auf der Große Deutsche Kunstausstellung in München)[15]

- Kriegskameraden (zweifigurige Tiergruppe, Porzellan; ausgestellt 1943 auf der Große Deutsche Kunstausstellung in München)[16]
- Vater und Kind (Skulpturengruppe; Sandstein, um 1955; Königsbrück, Scheibischer Berg)[17][18]
- Mutter mit zwei Kindern vor brennenden Ruinen (Relief, Sandstein, um 1955; Königsbrück, Scheibischer Berg)[17]
- Lernende Jugend ist Reichtum des Volkes (Terrakotte-Relief, um 1955; Schule in Königsbrück)[17].[19][20]